# Нина Триггвадоуттир
Ни́на Три́ггвадоуттир (исл. Nína Tryggvadóttir; 16 марта 1913, Сейдисфьордюр, Эйстюрланд — 18 июня 1968[…], Нью-Йорк, Нью-Йорк) — исландская художница.

## Биография

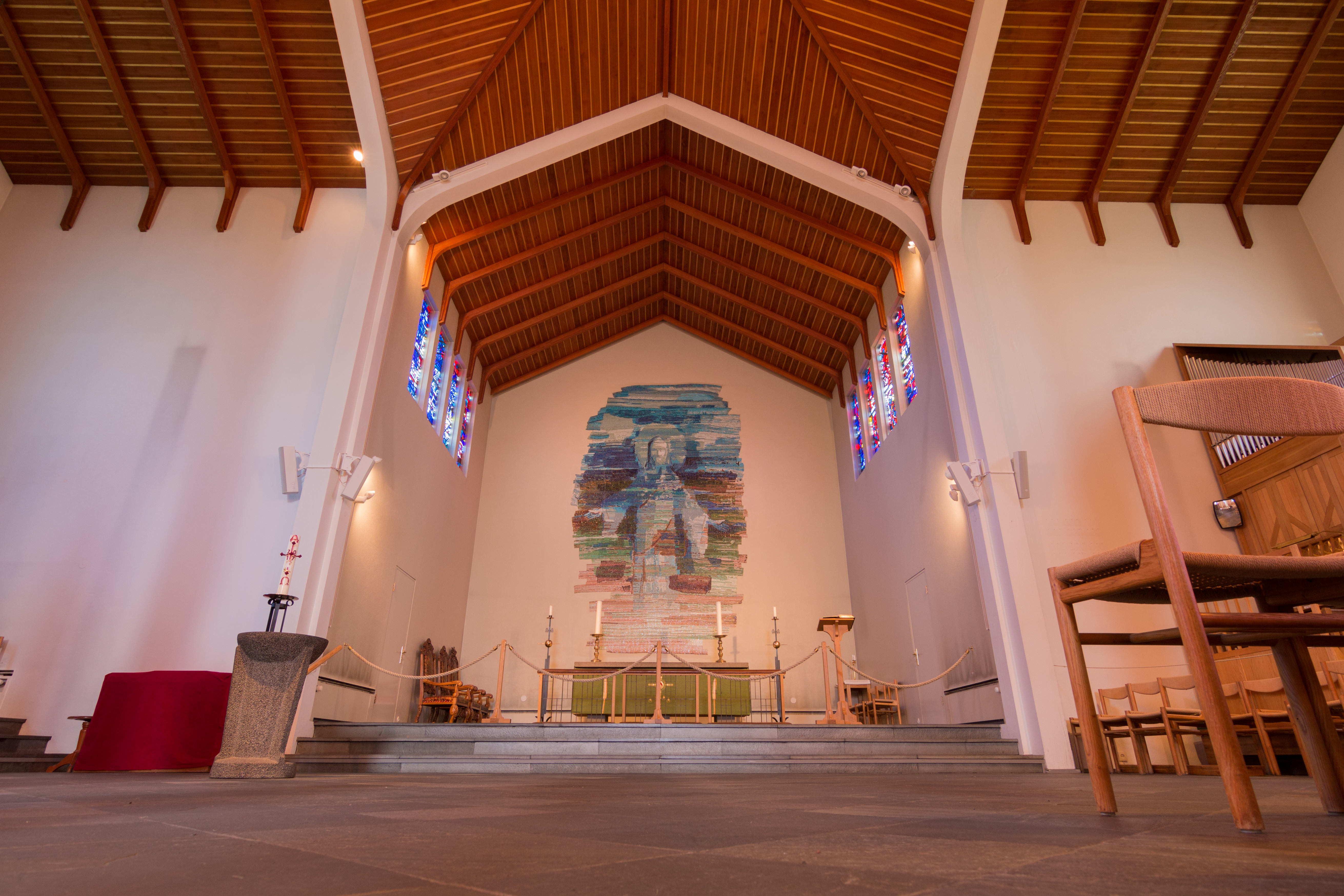
Мозаика Нины Триггвадоуттир в Скаульхольтский собор в Скаульхольте

Родилась 16 марта 1913 года в Сейдисфьордюре. Её родители — Триггви Гвюдмюндссон (Tryggvi Guðmundsson; 8 сентября 1871 — 18 сентября 1942), торговец в Сейдисфьордюре, затем кассир государственного алкогольного магазина в Рейкьявике и его вторая жена Гюнндоура Беньяминсдоуттир (Gunndóra Benjamínsdóttir; 15 июля 1881 — 7 января 1964), швея. Братья и сестры: Вальдис (Valdís; род. 1899), Лёйвей (Laufey; род. 1900), Йоуханна (Jóhanna; род. 1901), Тоурир (Þórir; род. 1903), Торстейдн (Þorsteinn; род. 1905), Оулавюр (Ólafur Tryggvason; 24 ноября 1910 — 16 ноября 2004) и юрист Виггоу (Viggó Tryggvason; 2 октября 1917 — 15 февраля 2011).
Училась в женской школе Рейкьявика.
В 1932—1933 годах училась у художника Аусгримюра Йоунссона, затем у художника Финнюра Йоунссона (Finnur Jónsson; 1892—1993), в 1934—1935 годах — в художественной школе у Финнюра Йоунссона и Йоуханна Бриема (Jóhann Briem; 1907—1991).
В 1935 году получила стипендию на обучение в Королевской академии искусств в Копенгагене, которую окончила в 1939 году.
Далее училась в Париже в 1939—1940 годах.
Первая персональная выставка в Рейкьявике состоялась в 1942 году.
В 1942 году переехала в Нью-Йорк вместе с художницей Луизой Маттиасдоттир (Louisa Matthíasdóttir; 1917—2000) и училась в 1942—1945 годах у французского художника Фернана Леже и немецкого художника Ханса Хофмана (1880—1966), считающегося одним из ведущих пионеров модернизма.
Первая персональная выставка за рубежом состоялась в 1945 году в галерее New Art Circle дилера Израиля Бера Ноймана (J. B. Neumann; 1887—1961) в Нью-Йорке на 57-й улице.
Среди её работ — модернистский портрет поэта Стейдна Стейнарра.
Писала стихи, рассказы, сочиняла и иллюстрировала детские книги, писала сценарии для балета, кино и радиопрограмм.
Также создала произведения искусства из стекла и мозаики. Среди её работ — витраж для Национального музея Исландии и мозаика в кафедральном соборе в Скаульхольте.
Умерла 18 июня 1968 года в возрасте 55 лет в Нью-Йорке.

## Личная жизнь
В 1949 году вышла замуж за Альфреда Копли (Alfred Lewin Copley, художественный псевдоним Элкопли, L. Alcopley; 1910—1991) — учёного, врача и художника немецкого происхождения из Нью-Йорка, с которым познакомилась на открытии первой выставки на 57-й улице, в 1945 году. После свадьбы Нина отлучилась в Исландию, чтобы забрать свои вещи. Американский консул в Исландии не разрешил Нине Триггвадоуттир въезд в США для воссоединения с мужем, что было в духе «маккартизма». При попытке вернуться к американскому мужу Нина Триггвадоуттир арестована в аэропорту по обвинению в принадлежности к коммунистам и помещена на остров Эллис, где провела несколько недель, а затем депортирована в Исландию. В 1951 году в Рейкьявике родилась дочь — Уна Доура Копли (Una Dóra Copley). В 1952 году Нина с семьёй переехала в Париж, а затем в Лондон. В США семья вернулась в 1959 году.

## Память
В 2012 году в честь художницы назван кратер Триггвадоуттир, расположенный на северном полюсе Меркурия.
В 2024 году картина Нины Триггвадоуттир предоставлена Национальной галереей Исландии для украшения Бессастадир — резиденции президента.